# 삼성화재배 월드 바둑마스터스
《삼성화재배 월드 바둑마스터스》(三星火災盃 World 바둑 Masters)는 중앙일보와 KBS가 공동으로 주최하며, 주식회사 삼성화재해상보험이 후원하는 국제 기전이다.

## 시작 및 아마추어 자격 부여
- 1996년에 시작되었다.
- 아마추어도 참여할 수 있는 최초의 오픈 국제 기전이다.

## 기전 변천사
- 1회부터 13회까지는 대회명을 삼성화재배 세계바둑오픈으로 했고,
- 14회(2009년)부터 대회명을 '삼성화재배 월드 바둑마스터스'로 바꾸었다.

## 대국규정 및 방식
- 프로와 아마추어가 모두 참여하는 통합 예선을 거친 19명과 전기 시드 4명, 국가별 시드 8명(대한민국 4명, 일본 2명, 중국 2명), 주최 측 시드 1명 등 총 32명이 본선 토너먼트에 참가한다. 25회부터는 코로나 관계로 인하여 국가별 예선을 통하여 선발한다.
- 32강~ 4강전은 단판 승부로,
- 결승은 3번기로 진행한다.
- 대국 중 점심 휴식시간을 주지 않는다.

## 제한시간
- 제한 시간 2시간 기준.
- 초읽기 1분 5회가 주어짐.
- 덤은 6집 반.

## 상금
- 우승자에게는 3억 원, 준우승자에게는 1억 원의 상금이 수여된다.

## 역대 우승자 · 준우승자

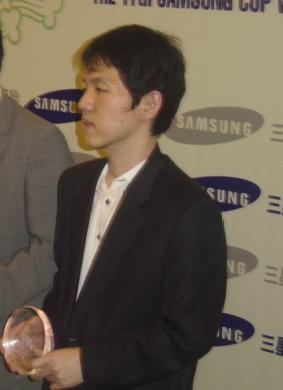
11회 삼성화재배에서 준우승 상패를 받은 이창호

| 회수 | 연도      | 우승               | 전적 | 준우승               |
| ---- | --------- | ------------------ | ---- | -------------------- |
| 1    | 1996      | 요다 노리모토 九단 | 2-1  | 유창혁 九단          |
| 2    | 1997      | 이창호 九단        | 3-0  | 고바야시 사토루 九단 |
| 3    | 1998-1999 | 이창호 九단        | 3-2  | 마샤오춘 九단        |
| 4    | 1999      | 이창호 九단        | 3-0  | 조선진 九단          |
| 5    | 2000      | 유창혁 九단        | 3-1  | 야마다 기미오 八단   |
| 6    | 2001      | 조훈현 九단        | 2-1  | 창하오 九단          |
| 7    | 2002-2003 | 조훈현 九단        | 2-0  | 왕레이 八단          |
| 8    | 2003      | 조치훈 九단        | 2-1  | 박영훈 四단          |
| 9    | 2004      | 이세돌 九단        | 2-0  | 왕시 五단            |
| 10   | 2005-2006 | 뤄시허 九단        | 2-1  | 이창호 九단          |
| 11   | 2006-2007 | 창하오 九단        | 2-0  | 이창호 九단          |
| 12   | 2007-2008 | 이세돌 九단        | 2-1  | 박영훈 九단          |
| 13   | 2008-2009 | 이세돌 九단        | 2-0  | 쿵제 九단            |
| 14   | 2009      | 쿵제 九단          | 2-0  | 추쥔 八단            |
| 15   | 2010      | 구리 九단          | 2-1  | 허영호 七단          |
| 16   | 2011      | 원성진 九단        | 2-1  | 구리 九단            |
| 17   | 2012      | 이세돌 九단        | 2-1  | 구리 九단            |
| 18   | 2013      | 탕웨이싱 三단      | 2-0  | 이세돌 九단          |
| 19   | 2014      | 김지석 九단        | 2-0  | 탕웨이싱 九단        |
| 20   | 2015      | 커제 九단          | 2-0  | 스웨 九단            |
| 21   | 2016      | 커제 九단          | 2-1  | 퉈자시 九단          |
| 22   | 2017      | 구쯔하오 五단      | 2-1  | 탕웨이싱 九단        |
| 23   | 2018      | 커제 九단          | 2-1  | 안국현 八단          |
| 24   | 2019      | 탕웨이싱 九단      | 2-1  | 양딩신 九단          |
| 25   | 2020      | 커제 九단          | 2-0  | 신진서 九단          |
| 26   | 2021      | 박정환 九단        | 2-1  | 신진서 九단          |
| 27   | 2022      | 신진서 九단        | 2-0  | 최정 九단            |
| 28   | 2023      | 딩하오 九단        | 2-1  | 셰얼하오 九단        |
| 29   | 2024      | 딩하오 九단        | 2-1  | 당이페이 九단        |

## 같이 보기
- 삼성화재해상보험